# Grallaria blakei
Pita-formigueira-castanha ou torom-castanho (Grallaria blakei) é uma espécie de ave da família Formicariidae.
É endémica do Peru.
Os seus habitats naturais são: regiões subtropicais ou tropicais húmidas de alta altitude.
Está ameaçada por perda de habitat.